# Aleksandra Bystroń-Kołodziejczyk

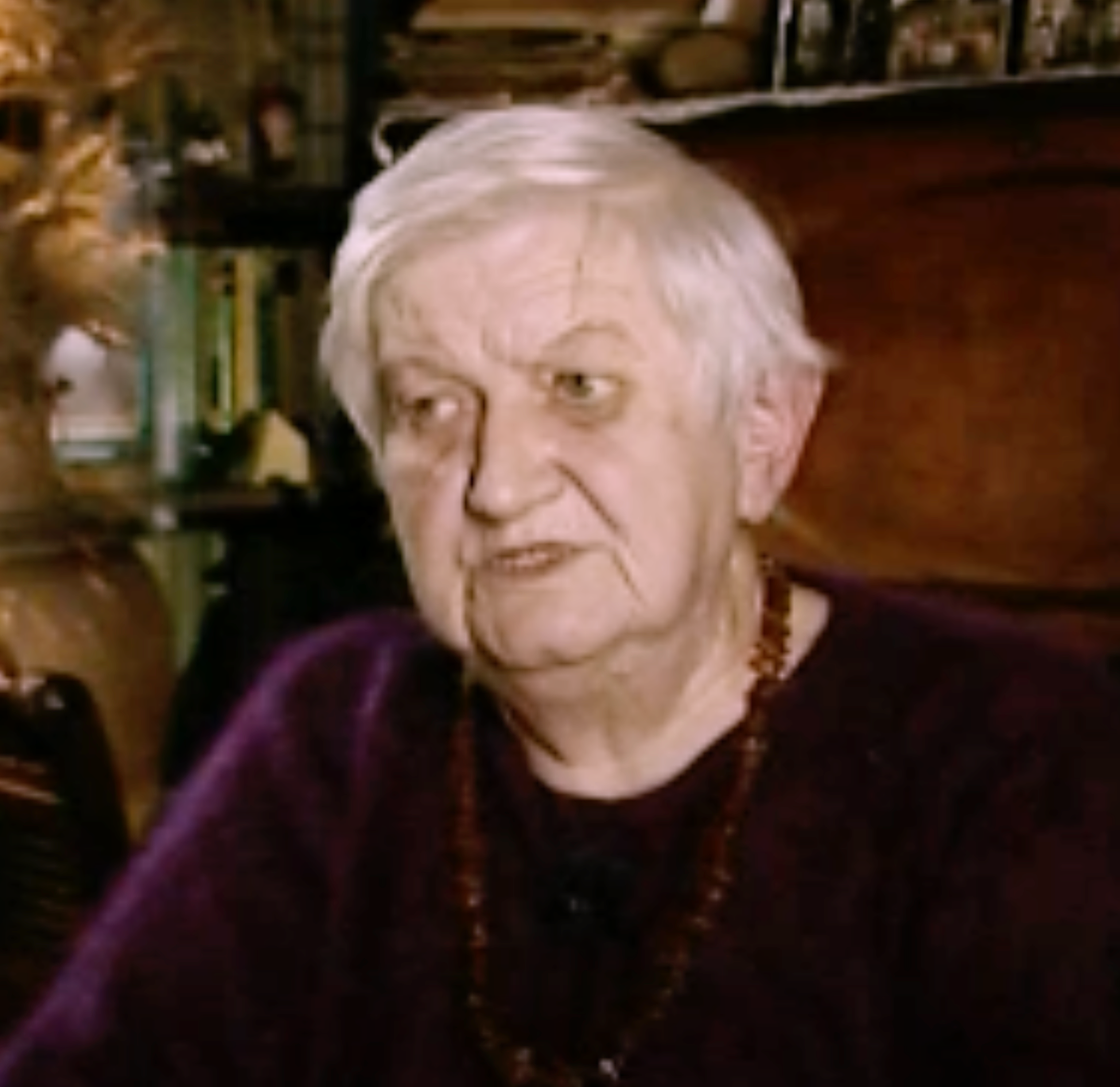
Aleksandra Bystroń-Kołodziejczyk w 2005 roku

Aleksandra Bystroń-Kołodziejczyk (ur. 26 lipca 1927 w Brzeszczach, zm. 16 września 2016) – polska działaczka ruchu oporu w czasie II wojny światowej i świadek Holokaustu.

## Życiorys
Jako młoda dziewczyna dostarczała jedzenie więźniom obozu koncentracyjnego Auschwitz i przekazywała im wiadomości. Później dołączyła do grupy oporu ZWZ-AK.
Występuje jako postać w filmie Jonathana Glazera Strefa interesów. W swoim przemówieniu po odebraniu Oscara Glazer zadedykował jej ten film.